# Unite the Right Rally 2018
Unite the Right Rally 2018 var en högerextrem demonstration som planerades att hållas den 11–12 augusti 2018 vid Lafayette Park nära Vita huset i Washington, D.C.. Demonstrationen skulle arrangeras av Jason Kessler, som också var arrangör för demonstrationen Unite the Right Rally 2017 i Charlottesville, Virginia.
Den 8 maj 2018 ansökte Kessler om tillstånd från National Park Service, vilket godkändes i juni 2018 och utfärdades den 9 augusti 2018. Enligt Kessler förväntas cirka 400 personer delta i evenemanget. Det angivna syftet med demonstrationen är att "protestera mot missbruk av medborgerliga rättigheter i Charlottesville". Demonstrationen kommer att markera ettårsjubileum för den ursprungliga demonstrationen Unite the Right Rally 2017, i vilken en motdemonstrant mördades och 30 personer skadades av en nynazist.
Demonstrationen förväntades vara scenen för stora protester och samla motdemonstranter från olika grupper, däribland kristna baptistkyrkor, medborgarrättsaktivister, och vänsterextrema antifascistiska grupper.